# Witkeelcachalote
De witkeelcachalote (Pseudoseisura gutturalis) is een zangvogel uit de familie Furnariidae (ovenvogels).

## Verspreiding en leefgebied
Deze soort is endemisch in Argentinië en telt twee ondersoorten:
- P. g. ochroleuca: noordwestelijk Argentinië.
- P. g. gutturalis: centraal Argentinië.

## Status
De grootte van de populatie is niet gekwantificeerd maar de soort wordt omschreven als schaars. Op de Rode lijst van de IUCN heeft deze soort de status niet bedreigd.